# Sid Watkins
Eric Sidney „Sid“ Watkins OBE (6. září 1928 – 12. září 2012) byl britský neurochirurg. Šestadvacet let působil ve Formuli 1 jako lékařský a bezpečnostní delegát FIA a šéf lékařského týmu Formule 1, který vyjížděl k jezdcům v případě těžké nehody.

## Mládí
Sid Watkins se narodil v Liverpoolu Wallaci a Jessice Watkinsovým. Jeho otec byl původně horník, ale během krize ve 30. letech si otevřel živnost specializující se na opravy jízdních kol a následně začal opravovat i automobily. Sid Watkins mu v garáži pomáhal až do svých 25 let. Měl tři sourozence, dva bratry a sestru.
V roce 1956 ukončil studium medicíny na University of Liverpool, kde zkoumal vliv teplotních výkyvů na výkonnost člověka. Zjistil, že s rostoucí teplotou roste i intelektuální výkonnost člověka. Toto zjištění se později ukázalo být relevantní i pro jeho činnost v motosportu.
Po ukončení studia sloužil Watkins jako lékař u britské armády v západní Africe. Tam se ve voze Ford Zephyr Zodiac aktivně zúčastnil svého jediného motoristického závodu, západoafrické rally 1955, ale po první etapě odstoupil. V roce 1958 se vrátil do Spojeného království a v Oxfordu se začal věnovat neurochirurgii. V roce 1961 se jako lékař zúčastnil prvního motoristického závodu a to závodu motokár na okruhu Brands Hatch. Ve volném čase vykonával činnost lékaře na okruhu Silverstone.
V roce 1962 mu byla nabídnuta profesura na State University of New York a Watkins se přestěhoval do Syracuse ve státě New York, kde prostřednictvím okruhu Watkins Glen zůstal v kontaktu s motoristickým sportem. V roce 1970 se přestěhoval do Londýna, kde se stal primářem neurochirurgie v Londýnské nemocnici. V témže roce mu bylo nabídnuto místo v lékařském panelu automobilové federace.

## Formule 1
V roce 1978 se Sid Watkins setkal s Bernie Ecclestonem, v té době šéfem asociace konstruktérů Formule 1, který Watkinsovi nabídl pozici oficiálního závodního lékaře Formule 1. Watkins nabídku přijal a v roce 1978 se zúčastnil Velké ceny Švédska již jako oficiální lékař. Mimo závodní víkendy se nadále v Londýně věnoval práci neurochirurga.
Jeho jmenování se původně setkalo s nepřátelstvím ze strany představitelů některých okruhů, kteří jej chápali jako prostředek kontroly jejich vlastních výkonů. V té době bylo zdravotnické zázemí na některých okruzích v tristním stavu. Při Velké ceně Itálie v roce 1978 během prvního kola těžce havaroval Ronnie Peterson a jeho auto začalo hořet. Piloti Clay Regazzoni, Patrick Depailler a James Hunt jej sice z auta vytáhli, ale v okamžiku, kdy Watkins dorazil, místní policie již okolo místa nehody vytvořila lidskou zeď, aby zabránila komukoliv dostat se k Petersonovi, čímž na určitou dobu znemožnili Watkinsovi poskytnout mu první pomoc. Sanitka na místo nehody dorazila až za osmnáct minut a odvezla Petersona do nemocnice, kde další den zemřel. Watkins následně po Ecclestonovi požadoval, aby na další závody zajistil lepší vybavení, anesteziologa, lékařské vozidlo (medical car) a lékařskou helikoptéru (Medevac). Při následujícím závodě ve Spojených státech bylo toto vybavení již připraveno. Navíc bylo rozhodnuto, že lékařské vozidlo bude jezdecké pole následovat během prvního kola, aby bylo možno rychle poskytnout první pomoc v případě nehody během prvního kola.
V roce 1981 založila automobilová federace FISA lékařskou komisi a Watkins byl jmenován jejím prezidentem.
V roce 1987 havaroval při tréninku na Velkou cenu San Marina Nelson Piquet a Watkins rozhodl, že je neschopen nastoupit k závodu. Piquet v té době bojoval o titul mistra světa a snažil se přesvědčit vedení závodu, že je v pořádku. Watkins pohrozil, že pokud bude jeho rozhodnutí zvráceno, podá rezignaci. Vedení závodu se za něj postavilo a Piquet závod vynechal, přičemž později uznal, že Watkinsovo rozhodnutí bylo správné.
V roce 1992 Watkins založil Brain and Spine Foundation, charitativní organizaci, jejímž cílem byla „prevence, léčba a péče o pacienty zasažené nemocemi či zraněními mozku a páteře.“ Watkins je v současnosti patronem nadace.
FIA Watkinsovi přiznává podíl na zlepšování bezpečnostních standardů ve Formuli 1 a je mu rovněž připisována záchrana života několika pilotů, například Didiera Pironiho v roce 1982, Martina Donnellyho v roce 1990, Rubense Barrichella v roce 1994 a Miky Häkkinena v roce 1995. Jeho záchranu, kdy mu vedle trati dvakrát obnovil chod srdce a provedl tracheotomii, považuje Watkins za svůj nejlepší zásah při Formuli 1.
Po Grand Prix San Marina 1994, při které zemřeli Roland Ratzenberger a Ayrton Senna, byla zřízena Komise FIA pro bezpečnost (FIA Expert Advisory Safety Committee) a Watkins se stal jejím předsedou. Watkins stál v roce 2003 rovněž za vznikem výzkumných skupin týkajících se motokár a rally. Tyto tři skupiny byly v roce 2004 sloučeny do Institutu FIA pro bezpečnost motorsportu (FIA Institute for Motor Sport Safety) s Watkinsem jako prezidentem.
V roce 2002 byl Watkinsovi udělen Řád britského impéria. V roce 2004 mu University of Liverpool udělila čestný doktorát.
V roce 2005 se Watkins vzdal funkcí v motorsportu s výjimkou prezidentství Institutu FIA pro bezpečnost motorsportu. Na pozici lékařského delegáta jej nahradil jeho dlouholetý zástupce Gary Hartstein.